# Rheumaptera plotothrymma
Rheumaptera plotothrymma là một loài bướm đêm trong họ Geometridae.